# Coupe d'Asie des nations de football 1964
Navigation
Corée du Sud 1960 Iran 1968
La coupe d'Asie des nations de football 1964 est une compétition qui s'est déroulé à Israël en mai 1964 et qui fut remportée par l'équipe d'Israël de football

## Équipes participantes
4 équipes prennent part au tournoi final :
- Israël - Pays organisateur (qualifié d'office)
- Corée du Sud - Tenant du titre (qualifié d'office)
- Inde
- Hong Kong

## Les stades
- Stade Ramat Gan, Ramat Gan
- Bloomfield Stadium, Tel Aviv-Jaffa
- Stade Kiryat Eliezer, Haifa
- Hebrew University Stadium, Jérusalem

## Les arbitres
4 arbitres appartenant à l'AFC sont sélectionnés pour officier lors de la compétition :
- Patrick Nice
- Li Pak Tung
- Davoud Nassiri
- Pisit Ngarampanich

## Tournoi final
Les 4 équipes qualifiées pour le tournoi final sont regroupées au sein d'une poule unique où chaque formation rencontre une fois tous ses adversaires lors de rencontres de 80 minutes. L'équipe classée première à la fin de la compétition remporte le titre de championne d'Asie des nations.
|   | Équipe       | Pts | J | G | N | P | BP | BC | Diff |
| - | ------------ | --- | - | - | - | - | -- | -- | ---- |
| 1 | Israël       | 9   | 3 | 3 | 0 | 0 | 5  | 1  | +4   |
| 2 | Inde         | 6   | 3 | 2 | 0 | 1 | 5  | 3  | +2   |
| 3 | Corée du Sud | 3   | 3 | 1 | 0 | 2 | 2  | 4  | -2   |
| 4 | Hong Kong    | 0   | 3 | 0 | 0 | 3 | 1  | 5  | -4   |

| 26 mai 1964 | Israël       | 1 | 0 | Hong Kong    |
| 27 mai 1964 | Inde         | 2 | 0 | Corée du Sud |
| 29 mai 1964 | Israël       | 2 | 0 | Inde         |
| 31 mai 1964 | Corée du Sud | 1 | 0 | Hong Kong    |
| 2 juin 1964 | Inde         | 3 | 1 | Hong Kong    |
| 3 juin 1964 | Israël       | 2 | 1 | Corée du Sud |

| 26 mai 1964 | Israël       | 1 – 0 | Hong Kong | Stade Ramat Gan, Ramat Gan                    |                                               |
| 16:30       | Spiegler 76e |       |           | Spectateurs : 25 000 Arbitrage : Patrick Nice | Spectateurs : 25 000 Arbitrage : Patrick Nice |

| 27 mai 1964 | Corée du Sud | 0 – 2 | Inde                         | Stade Kiryat Eliezer, Haifa                    |                                                |
| 16:30       |              |       | 2e K. Appalaraju · 57e Singh | Spectateurs : 7 000 Arbitrage : Davoud Nassiri | Spectateurs : 7 000 Arbitrage : Davoud Nassiri |

| 29 mai 1964 | Israël                            | 2 – 0 | Inde | Stade Ramat Gan, Ramat Gan                   |                                              |
| 16:00       | Spiegler 29e (pen.) · Aharoni 76e |       |      | Spectateurs : 20 000 Arbitrage : Li Pak Tung | Spectateurs : 20 000 Arbitrage : Li Pak Tung |

| 31 mai 1964 | Corée du Sud     | 1 – 0 | Hong Kong | Hebrew University Stadium, Jérusalem               |                                                    |
| 16:30       | Bae Keum-soo 74e |       |           | Spectateurs : 7 000 Arbitrage : Pisit Ngarampanich | Spectateurs : 7 000 Arbitrage : Pisit Ngarampanich |

| 2 juin 1964 | Inde                                        | 3 – 1 | Hong Kong           | Bloomfield Stadium, Tel Aviv-Jaffa           |                                              |
| 16:30       | I. Singh 45e · Samajapati 60e · Goswami 77e |       | 39e Cheung Yiu Kwok | Spectateurs : 5 000 Arbitrage : Patrick Nice | Spectateurs : 5 000 Arbitrage : Patrick Nice |

| 3 juin 1964 | Corée du Sud      | 1 – 2 | Israël              | Stade Ramat Gan, Ramat Gan                      |                                                 |
| 16:00       | Huh Yoon-jung 79e |       | 20e Leon · 38e Tish | Spectateurs : 35 000 Arbitrage : Davoud Nassiri | Spectateurs : 35 000 Arbitrage : Davoud Nassiri |

| Coupe d'Asie 1964 Vainqueur Israel 1er titre |

### Meilleurs buteurs
- 2 buts :
  -  Mordechai Spiegler
  -  Inder Singh